# Главкократия
«Главкократия» (первоначально — «главкизм») — термин, появившийся в период конца военного коммунизма и начала НЭПа и связанный с критикой деятельности главков ВСНХ. К 1922 году деятельность главков начала подвергаться резкой критике со стороны советского руководства, так как осуществлявшийся ими «тотальный контроль» в сфере экономики РСФСР/СССР стал восприниматься как одна из причин снижения инициативы как руководящих работников, так и рабочих, а также — причиной порождения бюрократии.